# Đoàn Hữu Trưng
Đoàn Hữu Trưng (段有徵; 1844 - 1866) hay Đoàn Trưng (段徵), tên trong gia phả là Đoàn Thái, tự Tử Hòa, hiệu Trước Lâm; là thủ lĩnh cuộc nổi dậy ngày 16 tháng 9 năm 1866 tại kinh thành Huế, nhằm lật đổ vua Tự Đức. Sự kiện mà sử nhà Nguyễn và người dân quen gọi là Loạn chày vôi hoặc Giặc chày vôi

## Xuất thân
Đoàn Trưng sinh năm Giáp Thìn (1844) tại làng An Truyền (dân gian gọi là làng Chuồn), huyện Phú Vang, tỉnh Thừa Thiên (nay là xã Phú An, huyện Phú Vang, tỉnh Thừa Thiên Huế).
Theo Gia phả họ Đoàn ở làng an Truyền thì tổ tiên của Đoàn Trưng là người Thanh Hóa vào lập nghiệp ở An Truyền từ thời Lê, đến Đoàn Trưng đã được tám đời.
Đoàn Trưng là con của ông Đoàn Hổ và bà Hồ Thị Bốn. Ông là con đầu của gia đình nghèo gồm 8 anh em: Đoàn Ái (Đoàn Hữu Ái), Đoàn Súy (Đoàn Tư Trực), Đoàn Thi, Đoàn Hào, Đoàn Khóa, Đoàn Thị Châu, Đoàn Thị Yến. Trong số này có ba người đã tham gia cuộc nổi dậy vào năm 1866, đó là: Đoàn Trưng, Đoàn Trực, Đoàn Ái.

## Cuộc đời và sự nghiệp

### Tuổi trẻ
Cha mất sớm, mẹ bị mù, đông em, nên từ thuở nhỏ ông đã phải làm lụng vất vả để nuôi em, nuôi mẹ. Dù vậy, vốn thông minh và ham học, ngay từ buổi ấy ông đã là người nổi tiếng hay chữ khắp vùng.
Vào một dịp Tết, nhờ một câu đối mà Đoàn Trưng và Đoàn Trực được Tuy Lý Vương Miên Trinh (1820–1897) cho vào học trong vương phủ  Từ đó, tài học của Đoàn Trưng có dịp vang lên chốn kinh thành. Năm Giáp Tý (1864), ông được Tùng Thiện Vương Miên Thẩm (anh ruột Tuy Lý Vương), cũng vì quý tài, gả con gái đầu là Thể Cúc cho Đoàn Trưng, dù lúc ấy ông chưa đỗ đạt gì.

### Mưu sự

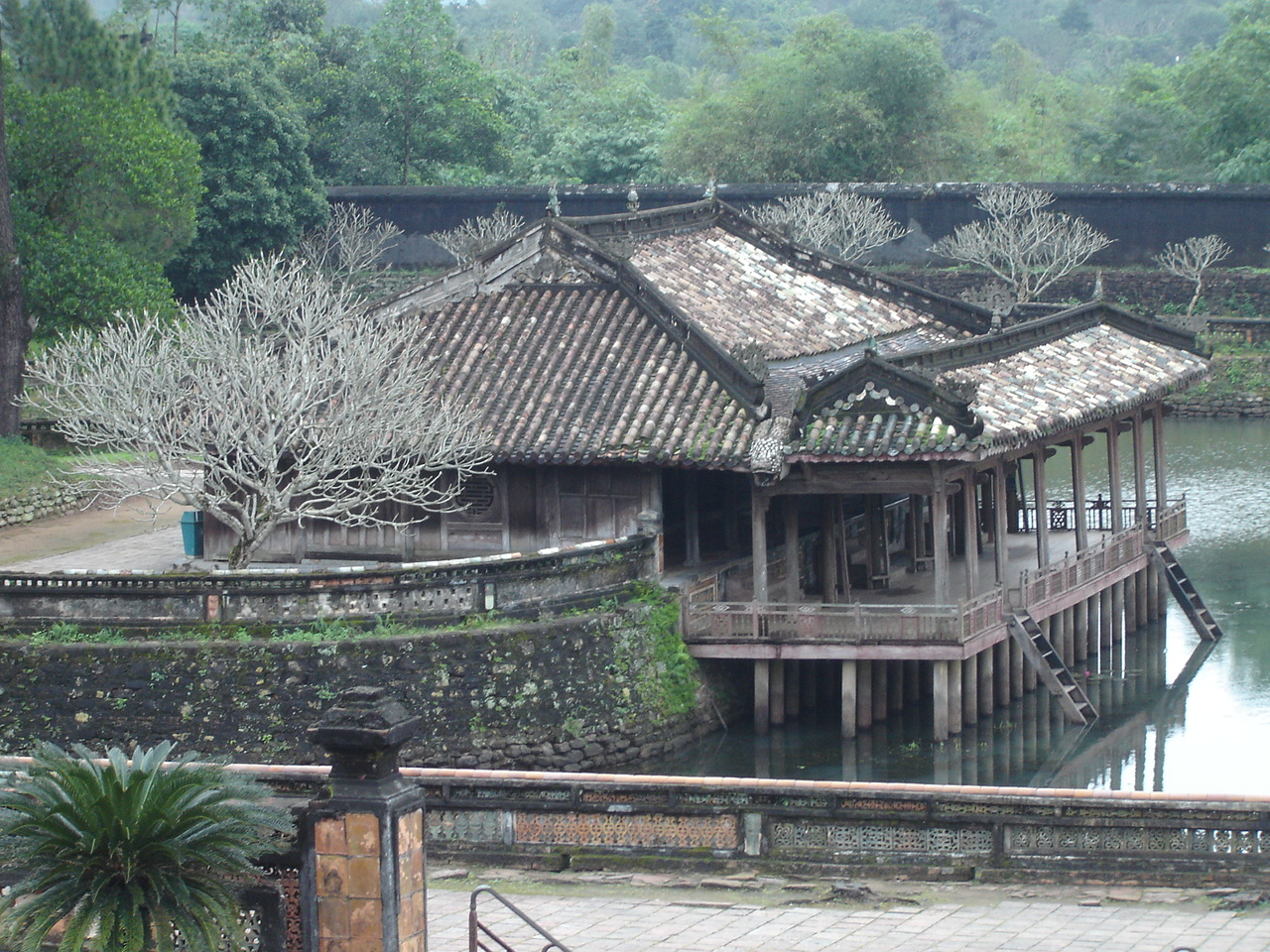
Lăng Tự Đức, tức Vạn Niên cơ.

Vua Tự Đức kế ngôi giữa lúc chế độ phong kiến đang bước vào giai đoạn suy yếu. Thực dân Pháp đang lấn chiếm nước Việt và nội bộ hoàng tộc cũng đang phân hóa . Đoàn Trưng nhận thấy cần phải thay thế Tự Đức, và người được Đoàn Trưng cùng phe của ông chọn là Đinh Đạo (con Hồng Bảo). Cho nên ở trong Ký Thưởng viên của cha vợ một thời gian, Đoàn Trưng xin ra ngoài ở riêng, để dễ dàng mưu sự...
Trước tiên, Đoàn Trưng cùng với Đoàn Trực, Đoàn Ái Trương Trọng Hòa, Phạm Lương (ghi theo Đỗ Bang, Phạm Văn Sơn ghi Phạm Lương Thành) lập ra một thi xã gọi là Đông Sơn thi tửu hội, lấy rượu thơ bề ngoài mà bàn quốc sự bên trong, để che mắt quan quân triều đình. Sau hội chiêu nạp thêm một số quan lại, binh lính và sư sãi, như: Tôn Thất Cúc (hữu quân), Tôn Thất Giác (vệ úy), Bùi Văn Liệu (suất đội), Lê Văn Tề (lính vũ lâm), Nguyễn Văn Quí (nhà sư trụ trì chùa Long Quang, có chùa riêng là Pháp Vân, tức chùa Khoai, gần công trường Vạn Niên), Nguyễn Văn Viên (nhà sư),...
Và lực lượng chính của cuộc nổi dậy là khoảng ba ngàn binh trà trộn vào lực lượng xây lăng Tự Đức, một bộ phận nhỏ phu thợ và làm lụng để xây lăng cho vua.

### Nổi dậy
Tháng 9 năm Bính Dần (1866), Đoàn Hữu Trưng bàn với mẹ và vợ Đinh Đạo xin lập đàn chay cho Hồng Bảo để có cớ tập hợp lực lượng. Buổi lễ cúng kéo dài đến ngày thứ ba, khoảng 3 giờ sáng, ngày 16 tháng 9 năm 1866
Kiều Oánh Mậu kể: 
Đoàn Hữu Trưng dẫn đầu đoàn quân khởi nghĩa kéo sang công sở Vạn Niên. Đoàn Hữu Trưng tự xưng là tham tri bộ Công, ngồi trên chiếc võng điều có lọng che và lính hầu quạt theo lệnh vua để khám xét công trường. Bắt hai tên đốc công cay nghiệt là Nguyễn Văn Chất và Nguyễn Văn Xa, điều về kinh trị tội. Còn các binh phu hễ ai đang cầm chày giã vôi trong tay thì được đổi phiên về nghỉ. Binh phu nghe nói cả mừng đổ xô vào bắt thống chế Xa trói lại rồi vác chày vôi theo Trưng tiến về phía kinh thành...
Riêng biện lý Chất ngẫu nhiên đêm hôm ấy lén về thành nên thoát nạn...
Tờ mờ sáng, nhờ Tôn Thất Cúc mở cửa nên đoàn quân nổi dậy nhanh chóng tiến vào Đại cung. Sau khi chém bị thương vệ úy Nguyễn Thịnh và chỉ huy sứ Phạm Viết Trang, quân nổi dậy tiến vào điện Cần Chánh. Đoàn Trưng còn đang tìm cửa Tấu Môn thì chưởng vệ long võ quân Hồ Oai xuất hiện. Thấy quân nổi dậy đông quá, Hồ Oai hoảng sợ chạy lui về cửa Càn Thành, nơi vua đang ngủ. Đoàn Trưng nhanh chóng đuổi theo rồi lia gươm qua khe cửa, chém mất tai phải của Hồ Oai, nhưng Hồ Oai vẫn ghì chặt cửa nên Đoàn Trưng không vào được.
Bắt không được vua, Đoàn Hữu Trưng cho tập trung quân tại sân Điện Thái Hòa (Hoàng thành Huế), sai Đoàn Tư Trực đến khám đường rước Đinh Đạo về tấn phong  Vì thế Hồ Oai đã kịp thời dẫn quân đến phản công. Hai bên đánh nhau một hồi rút cuộc anh em Trưng đều bị bắt sống...

### Thất bại
Cuộc nổi dậy thất bại, ba anh em Đoàn Trưng, Đoàn Trực, Đoàn Ái bị xử lăng trì. Đoàn Thi bị án tử hình. Đoàn Khóa mất tích, Đoàn Hào chết, Đoàn Thị Châu bị kết án tù đày 20 năm sau mới về... Cả họ Đoàn bị đổi sang họ Đoạn, con cháu phải lưu tán, không được thi cử...
Vua Tự Đức cho tịch thu gia sản của Đoàn Trưng, chỉ để lại một phần nhỏ cho bà mẹ vì bà đã lớn tuổi lại bị mù. Thể Cúc, vợ Đoàn Trưng, nhờ trước ngày khởi sự, bà đã bị "đuổi" về nhà bố mẹ ruột vì tội "bất kính với mẹ chồng" nên được miễn nghị, nhưng buộc cải sang họ mẹ (họ Tống) và phải đi tu...
Đoàn Hữu Trưng và Thể Cúc có một con trai tên là Ngáo. Vì quá nhỏ nên chưa xử, đưa cho người bà con đang ở rể trong phủ Tuy Lý vương nuôi. Khoảng 13 tuổi, Ngáo bỗng dưng mất tích.
Cả gia đình Hồng Bảo gồm 8 người là Đinh Đạo (Ưng Đạo), Đinh Tự, Đinh Chuyên, Đinh Tương (đều là con Hồng Bảo), Thị Thụy (vợ Hồng Bảo, mẹ Đinh Đạo) và hai đứa con Đinh Đạo (một trai, một gái) đều bị xử giảo (treo cổ).
Tính ra khi Đoàn Hữu Trưng bị giết (Bính Dần [1866]), ông mới 22 tuổi.

## Tác phẩm
Sách Hợp tuyển thơ văn yêu nước cách mạng nửa sau thế kỷ XIX cho biết: Tác phẩm của Đoàn Hữu Trưng còn lại ngày nay là bài Trung nghĩa ca, sáng tác trong thời gian bị giam, theo thể lục bát, dài 498 câu, kể lại tường tận cuộc nổi dậy. Tuy còn nhiều hạn chế, bài ca đã phản ảnh sâu sắc cuộc đấu tranh mạnh mẽ của những người lao động đã vùng lên từ cuộc sống cực khổ ở công trường xây dựng Khiêm Lăng. Đồng thời bài ca cũng đã nghiêm khắc lên án triều đình tự Đức về cả hai mặt đối nội và đối ngoại.
Trích:
| Nỗi khổ cực: Nhiều nơi phú trọng hình oan, Binh kêu đói rách, dân van khó nghèo. Tới thăm công sở Vạn niên Lùa quân treo ngược vào miền núi non. Đôi vai gánh nặng xương mòn Mông trôn roi đánh nỏ còn mảnh da. Lụn ngày cát đá xông pha Cả đêm vôi quết chẳng tha canh nào. Kẻ thời sức mỏi hơi hao, Người thời mua lấy bệnh đau khôn lành. Người thời quần áo nửa manh Miệng thêm khát nước, dạ đành đói cơm Phá tan một cõi trời Nam, Xương xây thành kín máu làm hào sâu... Trước nạn ngoại xâm: Có đâu sóng dậy đất bằng, Chẳng ai bắt được một thằng giặc Tây. Bời vì lương tướng không hay Khéo đem binh lính bỏ thây chiến trường. | ...Chẳng ai vì nước đem lòng âu lo Ngoài biên rối tựa tơ vò, Xem trong triều sĩ như trò trẻ ranh. Mục đích khởi sự: ...Trước toan thờ chúa, sau hòng an dân. Trước tôn vua Thái thượng hoàng Sau tôn ngũ đại đồng đường lên ngôi. Trong trừ tà đạo cho thanh Ngoài cùng Tây tặc tranh giành một phen... Khí thế của quân khởi nghĩa: Ba quân nghe nói đồng lòng Khói lan sắc oán, sấm ầm tiếng dân... Lệnh truyền sấm dậy gió theo Khí lăn bổ núi, tiếng reo chật đường... |

## Nhận xét
Đoàn Hữu Trưng, con một gia đình thường dân, mới 20 tuổi mà đã nổi tiếng hay chữ khắp vùng, nên dù chưa đỗ đạt gì; Tùng Thiện Vương là chú ruột của Tự Đức và là một ông hoàng hay chữ, vẫn đồng ý gả con gái và cho rể ở trong nhà...Đoàn Hữu Trưng thấy rất rõ con đường làm quan đã mở rộng thênh thang trước mặt mình, nhưng vốn có khí phách anh hùng, giàu lòng trắc ẩn, càng gần Tự Đức, ông càng thấy rõ bản chất của ông vua này...và càng quyết tâm lật đổ....

## Vinh danh
Hiện nay ở thuộc phường An Phú, (Thủ Đức, Thành phố Hồ Chí Minh) và phường Phước Vĩnh (Huế), Đà Nẵng, Đồng Hới đều có con đường mang tên Đoàn Hữu Trưng.